# Красный Урал (Челябинская область)
Красный Урал — упраздненный хутор в Верхнеуфалейском городском округе Челябинской области России. На момент упразднения входил в состав Иткульского сельсовета Верхнеуфалейского городского Совета. Исключён из учётных данных в 1983 году.

## География
Располагался на северо-западном побережье озера Ташкуль, на расстоянии примерно 4,5 км по прямой к юго-западу от деревни Ключи.

## История
По данным на 1970 год хутор Красный Урал входил в состав Иткульского сельсовета.
Исключен из учётных данных Решением Челябинского облисполкома от 28 февраля 1983 года № 134.

## Население
| 1970 | 1977 | 1983 |
| ---- | ---- | ---- |
| 14   | ↘4   | ↘0   |